# Хофман, Людвиг (архитектор)
Лю́двиг Хо́фман (нем. Ludwig Hoffmann; 30 июля 1852, Дармштадт, Гессен — 11 ноября 1932, Берлин; полное имя Ludwig Ernst Emil Hoffmann) — немецкий архитектор и градостроитель, один из самых известных архитекторов Берлина.

## Биография
Людвиг родился в семье Карла Йохана Хофмана и его жены Матильды. Когда Людвигу было шесть лет, мать умерла при очередных родах. Через год отец женился вторично. Включая сводных братьев и сестёр, в семье росло семеро детей. По словам Людвига, его мачеха так готовила их к юности, как он пожелал бы каждому ребёнку. Отец семейства с 1871 по 1874 год был депутатом Рейхстага от Национал-либеральной партии.
В раннем детстве Людвиг Хофман подружился с соседом Альфредом Месселем — сыном банкира. Сначала они вместе учились в дармштадтской гимназии. Альфред со школьной скамьи думал о профессии, связанной с искусством, а Людвиг долго не мог решить, какую карьеру выбрать — юриста или химика. Наконец, после окончания гимназии и годичной добровольной службы в армии они вместе решили заниматься архитектурой и получили образование в Академии художеств города Кассель земли Гессен, а затем в Берлинской академии архитектуры (нем. Bauakademie).
В начале 1880-х годов Хофман работал под руководством Франца Швехтена как правительственный прораб на строительстве здания Прусской военной академии. Взлёт его карьеры начался, когда Хофман и норвежский архитектор Петер Дюбвад выиграли конкурс на проект здания Верховного суда в Лейпциге.
В 1895 году женой Людвига Хофмана стала Мария Вайсбах — полное имя нем. Marie Minna Eugenie Hoffmann (Weisbach), одна из двух сестёр-близнецов — дочерей берлинского банкира, мецената и реформатора Валентина Вайсбаха. Друг Хофмана архитектор Петер Дюбвад женился через три года на другой сестре, Сюзанне Вайсбах — полное имя нем. Susanne Elisabeth Freda Dybwad (Weisbach).
В 1896 году Людвиг Хофман стал советником по градостроительству Берлина и в течение 28 лет оказывал влияние на столичную общественную архитектуру. Под его руководством было построено 111 объектов, включающих в общей сложности более 300 отдельных зданий.
Всемирно известный Пергамский музей в центре Берлине был построен в годы 1910—1930 по совместному проекту Альфреда Месселя и Людвига Хофмана. Хофман оказывал существенное влияние на градостроительство Берлина, поскольку был членом жюри многих архитектурных конкурсов.

## Почести и критика

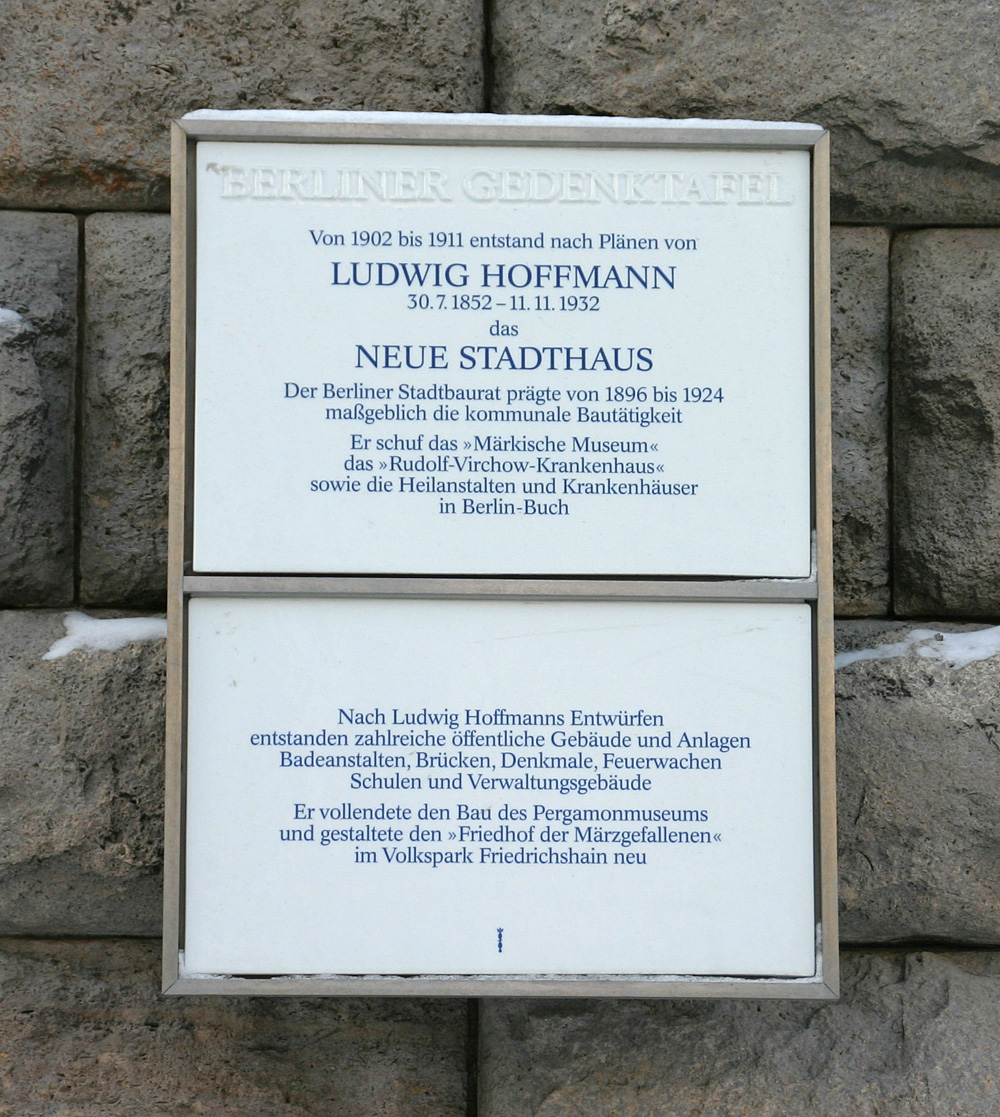
Мемориальная доска на здании старой ратуши в Берлине

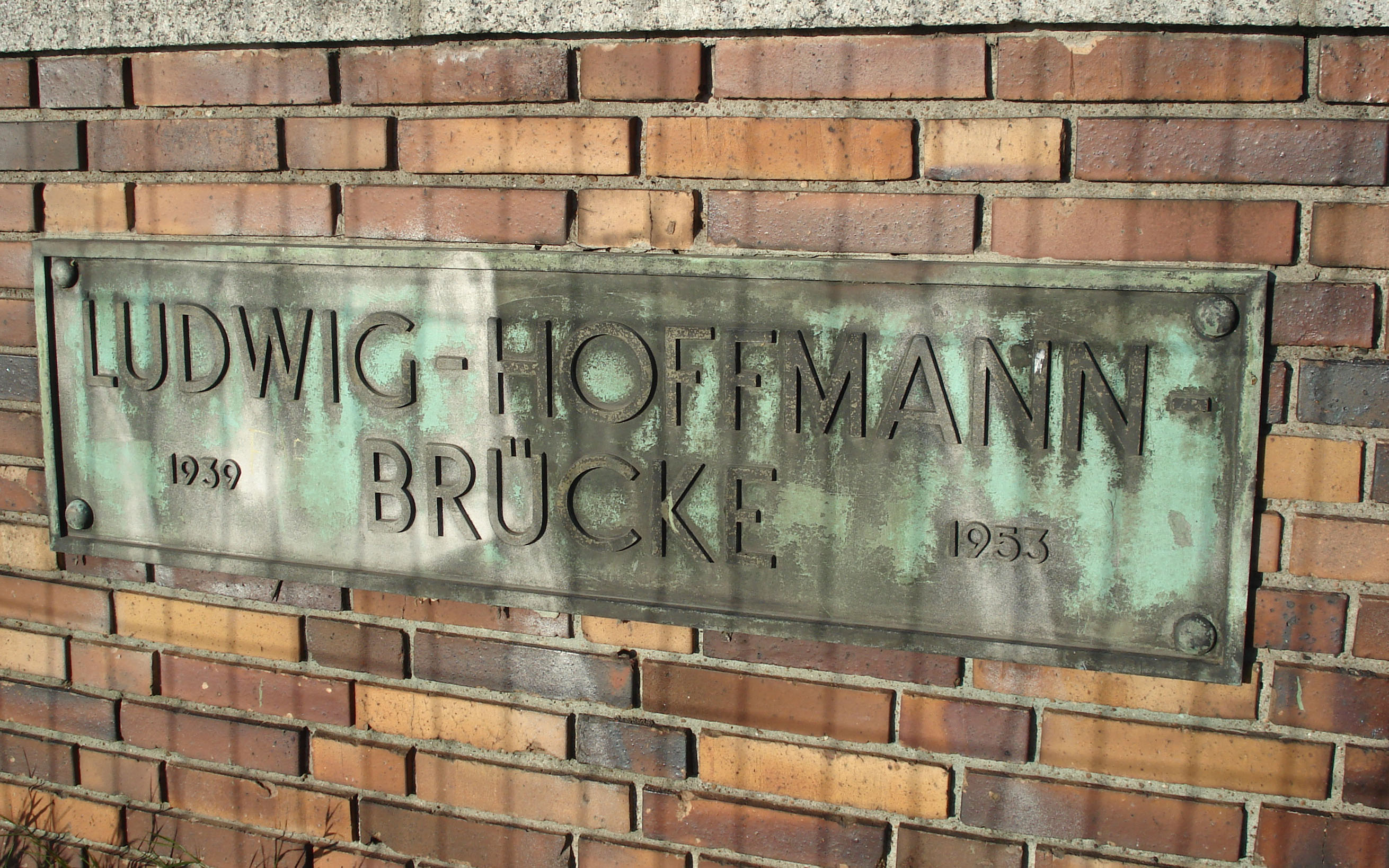
Мост им. Людвига Хофмана в берлинском районе Моабит

В 1906 году Людвигу Хофману был присвоен титул тайного советника по вопросам строительства (нем. Geheimer Baurat), а также звание почетного доктора Honoris causa в Дармштадтском техническом университете. В том же году он стал действительным членом Прусской Академии искусств. В 1917 году в Венском техническом университете Хофман получил ещё одну почетную степень доктора. Когда в 1924 году Хофман уходил в отставку, ему присвоили звание почетного гражданина Берлина. Именем Людвига Гофмана в столице Германии названо несколько зданий — построенная им начальная школа во Фридрихсхайне, больница в Бухе, мост в Моабите. Имя архитектора носит одна из улиц в Лейпциге. В берлинском районе Митте хорошо видна с разных точек зрения старая ратуша на Клостерштрассе, построенная по проекту Хофмана в годы 1900—1911. После реставрации в ней располагаются различные подразделения городского Сената. На фасаде здания установлена мемориальная доска в честь Людвига Хофмана, поясняющая его заслуги в создании архитектурного облика Берлина.
|  |  |  |  |  |
|  |  |  |  |  |

|  |  |  |  |  |
|  |  |  |  |  |

|  |  |  |  |  |
|  |  |  |  |  |

|  |  |  |  |  |
|  |  |  |  |  |

Несмотря на почести, творения Хофмана часто подвергались критике, как и вся архитектура «историзма», которая пыталась воссоздавать стили разных эпох. Однако позднее особая ценность зданий Хофмана для городской архитектуры Берлина и Лейпцига была полностью признана.

В 1956 году немецкий архитектор-модернист Мис ван дер Роэ сказал: 
Да, да, Хофман, мы все были неправы!

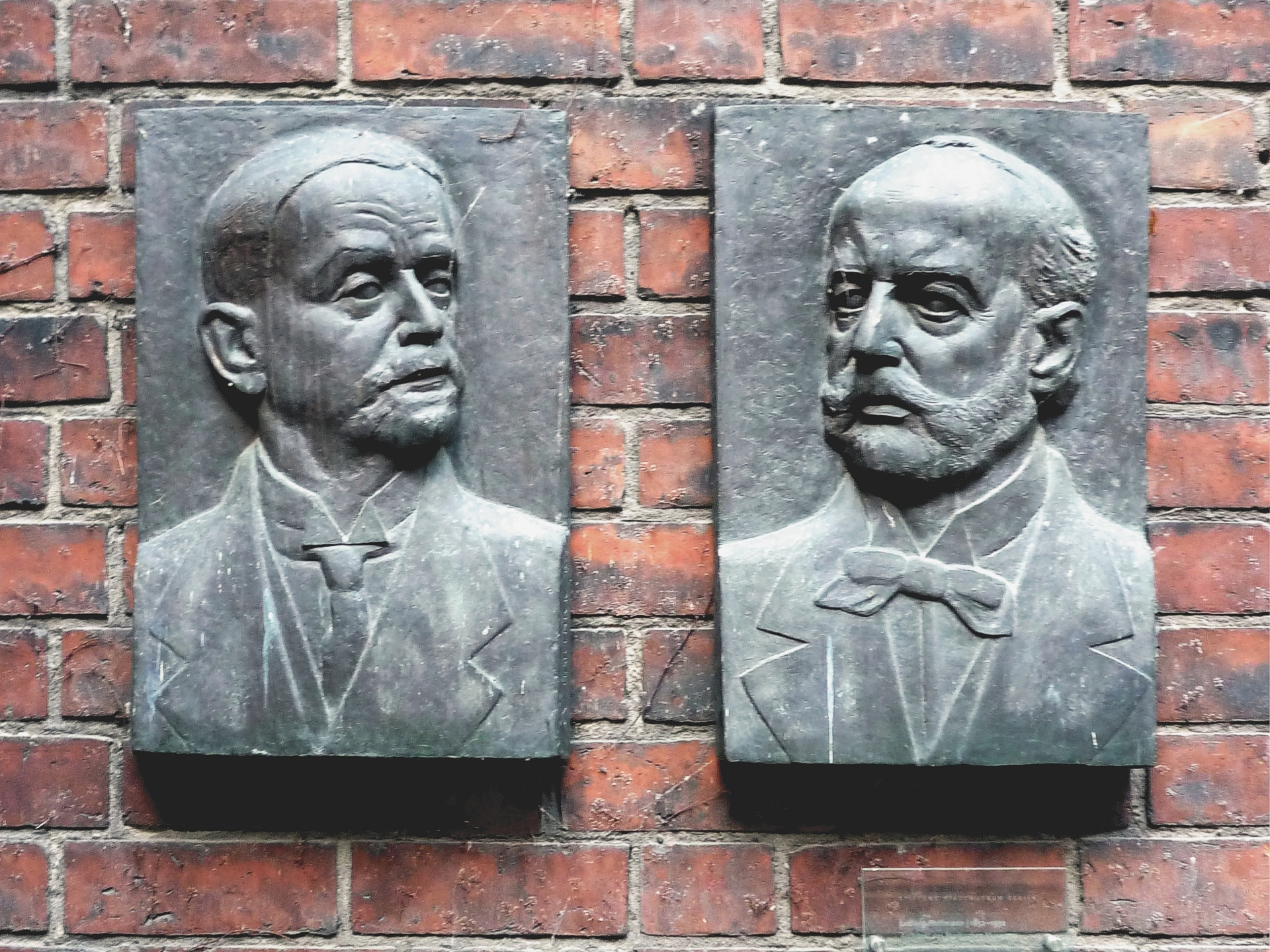
Слева портрет Л. Хофмана во дворе Бранденбургского музея

На примере архитектурного решения Бранденбургского музея, в котором Хофман широко использовал обращение к стилистическим особенностям северо-немецкой готики и ренессанса, можно прояснить его понимание «историзма». Грубо обработанные стены и низкие потолки на первом этаже музея способствуют созданию соответствующей атмосферы для восприятия экспонатов в отделе каменного века. Для экспозиции эпохи средневековья Хофман продумал интерьер часовни со сводами, созданными по средневековым образцам и т. п. В своих мемуарах Людвиг Хофман описывает длительную историю работы над проектом фонтана сказок для народного парка Фридрихсхайн.
По проектам Людвига Хофмана в Берлине было построено множество общественных сооружений и зданий различного назначения. Это мосты, фонтаны, музеи, лицеи, гимназии, школы и детские сады, детские приюты, больничные комплексы и кладбища, пункты пожарной охраны, частные виллы и многоквартирные дома. Многие построенные Хофманом здания в наши дни после модернизации занимают различные учреждения и фирмы, например: Европейская школа менеджмента, посольство Украины, компания GASAG, Народный университет.

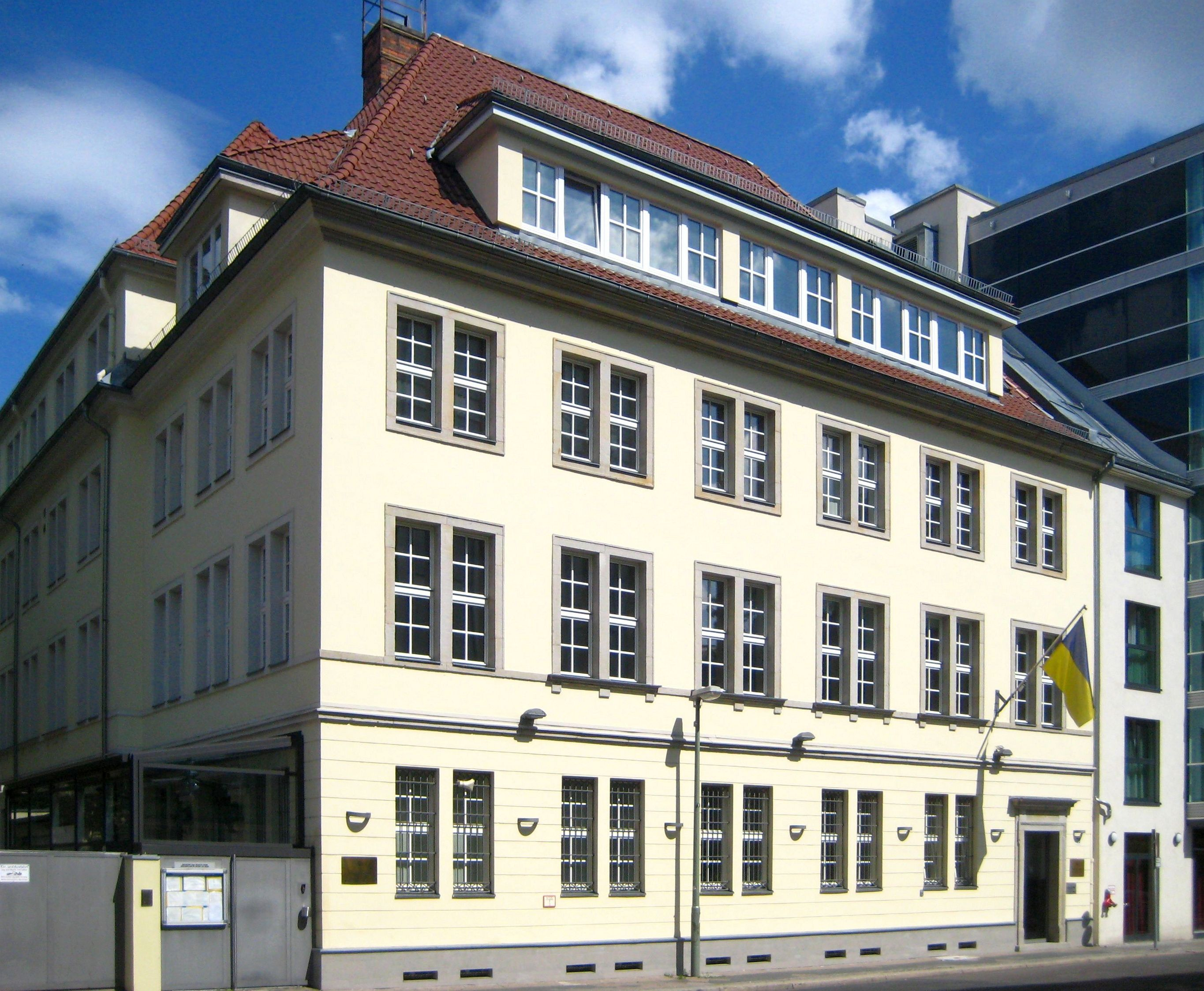
Посольство Украины в Митте
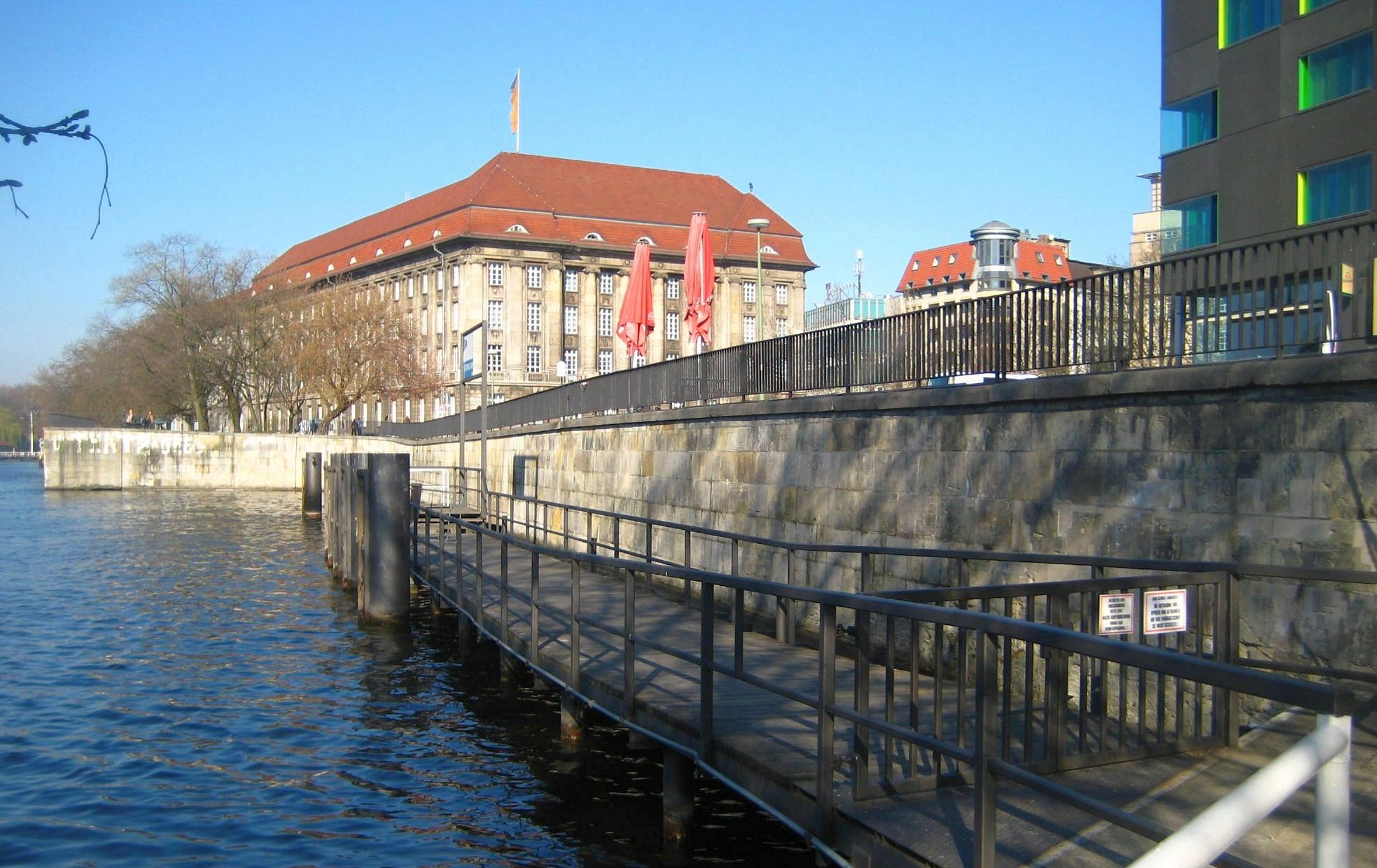
Административное здание GASAG в Митте
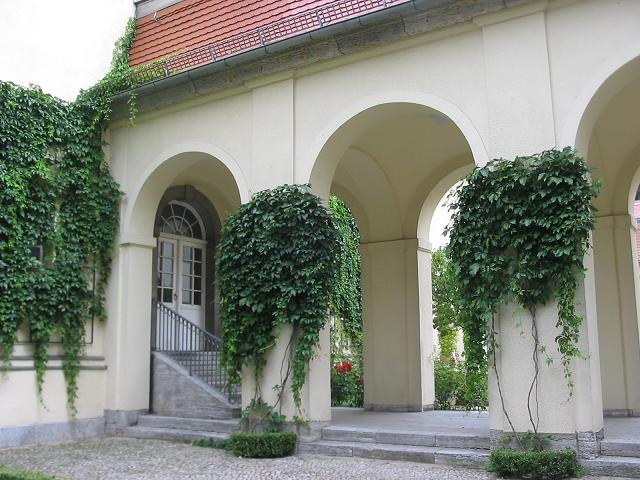
Европейская школа в Шарлоттенбурге

Некоторые проекты Хофмана остались неосуществленными из-за начавшейся Первой мировой войны. Например, сохранились его эскизы и рисунки Оперного дома (нем. Opernhaus), который так и не был построен.

Проект Оперного дома
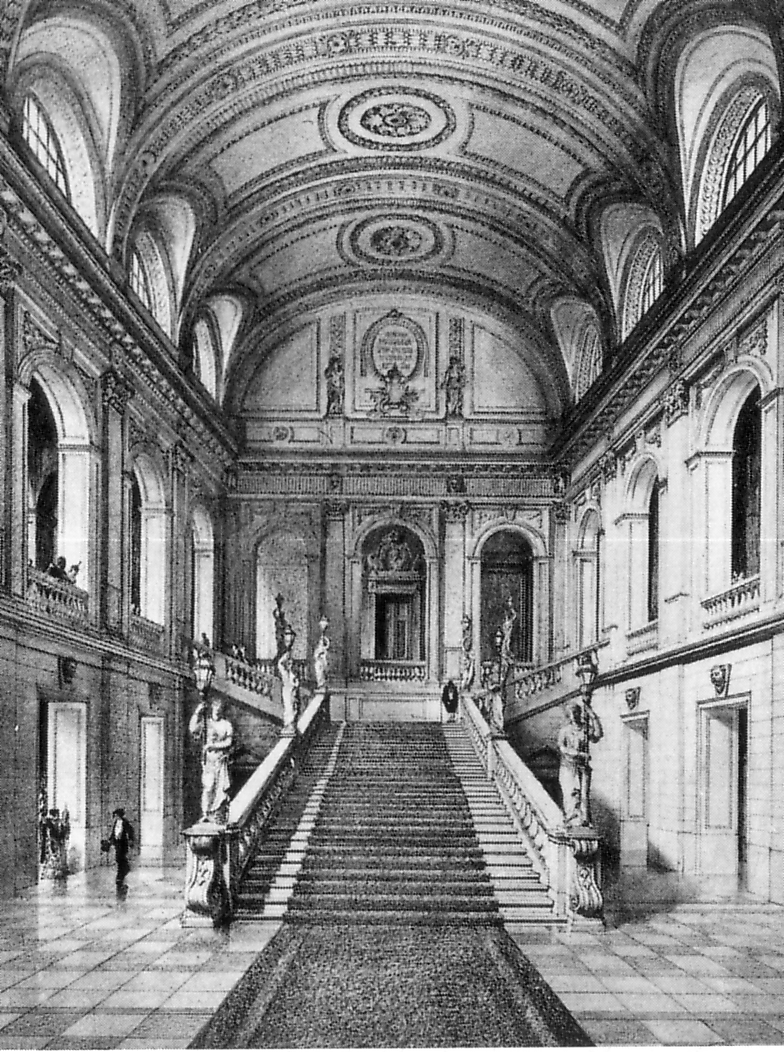
Парадная лестница
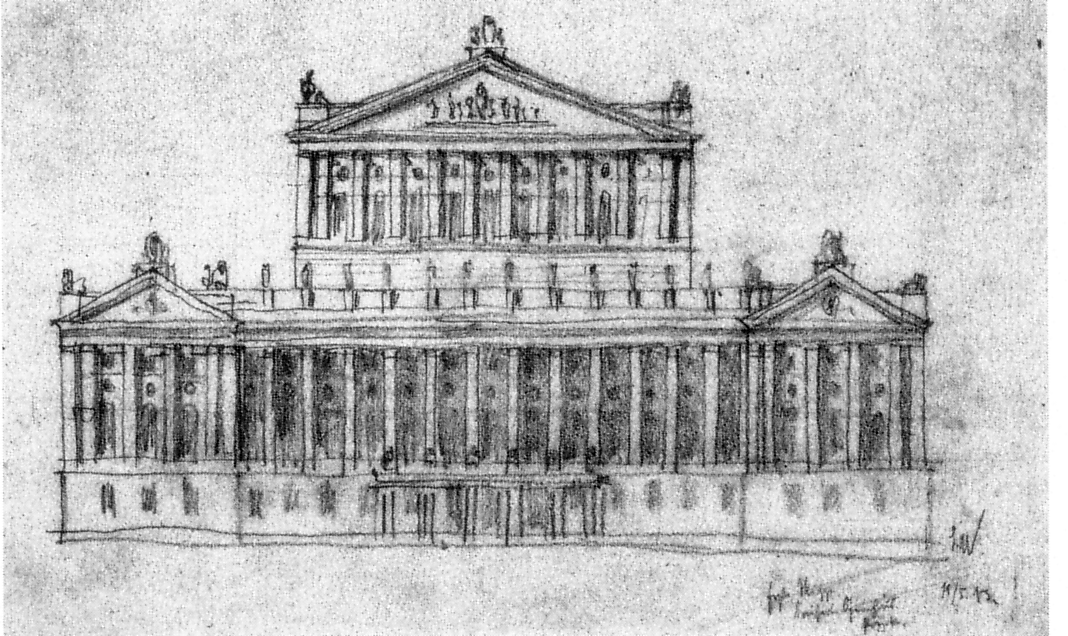
Фасад здания
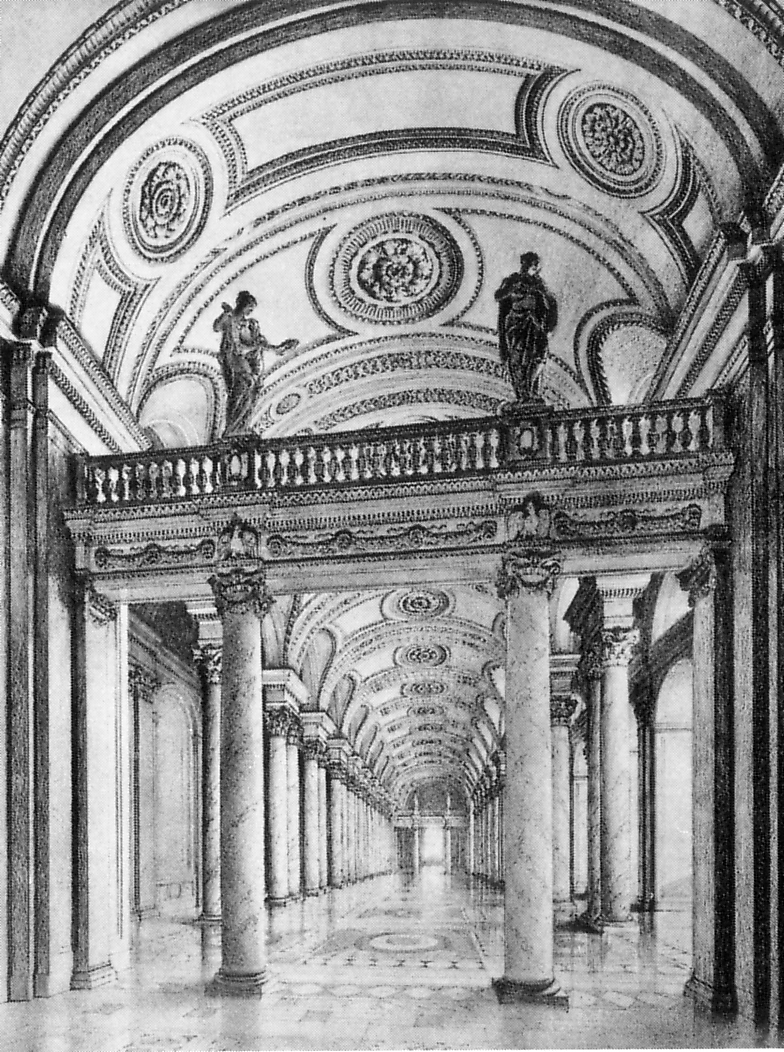
Галерея в фойе

Во время Второй мировой войны многие здания, построенные по эскизам и проектам Хофмана, были полностью разрушены. Архитектурный музей Берлинского технического университета хранит большую коллекцию рисунков, эскизных проектов и фотографий работ Людвига Хофмана.

## Архитектура (выборочно)
- 1887—1895: Здание Верховного суда в Лейпциге, совместно с Петером Дюбвадом
- 1897—1902: Народные бани с бассейном в берлинском районе Кройцберг
- 1898—1899: Мост Мёкернбрюке (нем. Möckernbrücke) в Кройцберге
- 1899—1902: Народные бани с бассейном в берлинском районе Шёнеберг. Уничтожены во время войны.
- 1899—1902: Народные бани с бассейном в берлинском районе Пренцлауэр-Берг
- 1899—1906: Клиника им. Рудольфа Вирхова в округе Митте
- 1900—1907: Больничные здания в районе Бух
- 1900—1911: Старая ратуша берлинском районе Митте
- 1901—1907: Бранденбургский музей в округе Митте
- 1902: Фонтан пожарников в Кройцберге
- 1903: Фонтан Геркулеса в районе Тиргартен, совместно со скульптором Отто Лессингом (нем. Otto Lessing)
- 1907—1909: Административное здание газовых предприятий в округе Митте
- 1907—1913: Фонтан сказок в народном парке Фридрихсхайн
- 1910—1930: Создание Пергамского музея в соавторстве с Альфредом Месселем
- 1912—1913: Мост Инзельбрюке (нем. Inselbrücke) в округе Митте
- 1913—1914: Начальная школа во Фридрихсхайне на Целлештрассе 12 (нем. Zellestraße)
- 1919—1920: Надгробный памятник семьи Панофски (нем. Panofsky) на Еврейском кладбище в Вайсензе
- 1925: Во Фридрихсхайне реорганизация кладбища[нем.] павших на баррикадах в дни Мартовской революции (1848—1849)